# Хералдическа лилия
Хералдическата лилия или позната още като fleur-de-lis е хералдически символ, която често бива асоциирана с династията на Бурбоните, френските крале. Хералдическата лилия е неофициалният символ на Франция, но поради връзката ѝ с френската монархия, тя никога не е използвана като официален знак на Френската република. По време на Революцията носенето на това цвете можело да отведе притежателя му директно до гилотината. Хералдическата лилия често е наричана още и като „Френска лилия“, въпреки че тя е широко използвана през Средновековието не само във френската хералдика. Лилията е символ и на шотландското движение. Тя е изобразена на герба на босненския крал Твръдко, който е възприет като историческия герб на Босна и Херцеговина. В християнството хералдическата лилия е символ на Света Богородица. Във Франция са жигосвали символа на рамената на престъпниците, проститутките и протестантите.
В днешни дни хералдическата лилия е и част от знамето на канадската провинция Квебек, както и на Ню Орлиънс. След като ураганът Катрина удря града през 2005 много от гражданите си татуират символа в памет на загиналите. Хералдическата лилия участва и в емблемата на Шевролет Корвет, на израелските тайни служби, на Движението на скаутите. Символът е често срещан в литературата. Пример за това са бестселърът на Дан Браун „Шифърът на Леонардо“, „Парижката Света Богородица“ на Виктор Юго, „Тримата мускетари“ на Александър Дюма и др.